# Вулиця Турянського (Львів)
Ву́лиця О́сипа Туря́нського — вулиця у Шевченківському районі міста Львова, в місцевості Клепарів. Сполучає вулиці Шевченка та Золоту, утворюючи перехрестя з вулицею Дмитра Гуні.

## Історія та забудова
Від 1916 року — вулиця Ґолдмана Бернарда, на честь польського правника, посла Галицького сейму (1877—1901) Бернарда Ґолдмана. Під час німецької окупації — Коновалецштрассе, на честь Євгена Коновальця, голови Проводу українських націоналістів, першого голови ОУН, одного із ідеологів українського націоналізму. 1944 року повернена передвоєнна назва — вулиця Гольдмана, яку 1946 року перейменували на вулицю Папанінців, на честь учасників першої радянської науково-дослідної експедиції на дрейфуючій крижині у Північному Льодовитому океані на станції «Північний полюс—1» під керівництвом Івана Папаніна. Сучасна назва від 1992 року — вулиця Осипа Турянського, на честь українського письменника і літературного критика  Осипа Турянського.
У забудові вулиці Турянського переважають польський конструктивізм 1930-х років, двоповерхова барачна забудова 1950-х років, радянський конструктивізм 1960-х років. Пам'ятки архітектури національного та місцевого значення на вулиці Турянського відсутні.
- № 5 — у 1950-х роках в будинку містилася артіль «Червоний штампувальник» Львівського облметалпромсоюзу[10], нині тут працює «ЛКП Янів—405».
- № 21 — багатоквартирний житловий будинок.
- № 27 — житловий комплекс економ-класу, введений в експлуатацію у другому кварталі 2016 року. Складається з одного п'ятиповерхового житлового будинку та гостьового паркінгу.